# Distrito electoral de Rock Creek (condado de Otoe, Nebraska)
Rock Creek (en inglés: Rock Creek Precinct) es un distrito electoral ubicado en el condado de Otoe en el estado estadounidense de Nebraska. En el Censo de 2010 tenía una población de 175 habitantes y una densidad poblacional de 1,89 personas por km².

## Geografía
Rock Creek se encuentra ubicado en las coordenadas 40°34′00″N 95°57′13″O / 40.56667, -95.95361. Según la Oficina del Censo de los Estados Unidos, Rock Creek tiene una superficie total de 92.71 km², de la cual 92.71 km² corresponden a tierra firme y (0%) 0 km² es agua.

## Demografía
Según el censo de 2010, había 175 personas residiendo en Rock Creek. La densidad de población era de 1,89 hab./km². De los 175 habitantes, Rock Creek estaba compuesto por el 97.14% blancos, el 0.57% eran afroamericanos, el 2.29% eran amerindios, el 0% eran asiáticos, el 0% eran isleños del Pacífico, el 0% eran de otras razas y el 0% pertenecían a dos o más razas. Del total de la población el 1.71% eran hispanos o latinos de cualquier raza.